# Bathyteuthis abyssicola
Bathyteuthis abyssicola là một loài mực ống trong họ Bathyteuthidae.

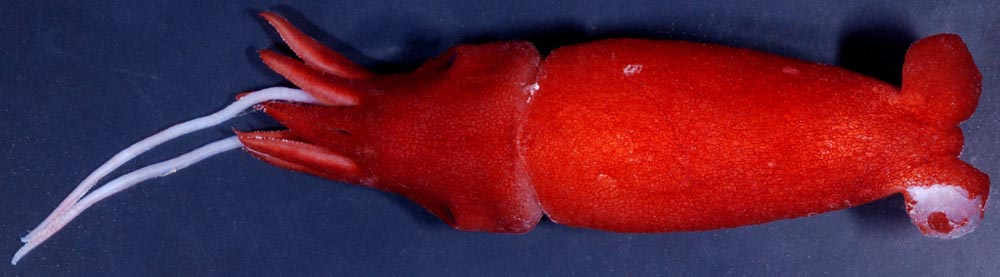
Bathyteuthis abyssicola from the Ross Sea of Châu Nam Cực

Bathyteuthis abyssicola là loài điển hình của Bathyteuthis. Nó thường xuất hiện ở độ sâu 700-2000 mét nhưng ghi chép được là từ 100-4200 mét.